# Marco Perennio
Marco Perennio (Arezzo, I secolo a.C. – Arezzo, I secolo) è stato un artigiano italiano.
Considerato uno tra i più grandi vasai aretini dell'epoca antica, diresse nella sua fabbrica operai quali; Cerdone, Niceforo, Filemone, Bitino, Tigrane e Bargate (questi ultimi, poi, produssero vasi per conto proprio). Introdusse le decorazioni a rilievo per i vasi più grandi e riprodusse scene con raffigurazioni mitologiche, ma anche di vita quotidiana (simposio). Prediligeva figurazioni a fregio continuo.